# Liste der Monuments historiques in Nettancourt
Die Liste der Monuments historiques in Nettancourt führt die Monuments historiques in der französischen Gemeinde Nettancourt auf.

## Liste der Immobilien
| Bezeichnung                     | Beschreibung                                                | Standort                  | Kennzeichnung | Schutzstatus | Datum | Bild           |
| ------------------------------- | ----------------------------------------------------------- | ------------------------- | ------------- | ------------ | ----- | -------------- |
| Kirche St-Rémy                  | ab dem 15. Jahrhundert                                      | Rue de l’Église (Lage)    | PA00106598    | Classé       | 1913  | weitere Bilder |
| Bauernhof                       | Fachwerkgebäude, 16. Jahrhundert                            | 5, 7 rue de l’Orme (Lage) | PA00106711    | Inscrit      | 1992  |                |
| Wohnhaus                        | Portal mit Hubertus-Relief                                  | früher: Grande Rue        | PA00106599    | Inscrit      | 1942  |                |
| Château de la Grange-aux-Champs | Herrenhaus, 17. oder 18. Jahrhundert; Park, 19. Jahrhundert | nördlich des Ortes (Lage) | PA00125532    | Inscrit      | 1993  |                |

## Liste der Objekte
| Bezeichnung                  | Beschreibung               | Standort                                  | Kennzeichnung | Schutzstatus | Datum | Bild |
| ---------------------------- | -------------------------- | ----------------------------------------- | ------------- | ------------ | ----- | ---- |
| Skulptur Johannes der Täufer | Stein, 1689                | in der Kirche St-Rémy (Lage)              | PM55002167    | Inscrit      | 1981  |      |
| Weihwasserbecken             | Kalkstein, 17. Jahrhundert | in der Kirche St-Rémy (Lage)              | PM55002712    | Inscrit      | 2010  |      |
| Glocke                       | Bronze, 1584 gegossen      | im Château de la Grange-aux-Champs (Lage) | PM55002665    | Classé       | 2008  |      |